# Richard Henry Major
Pour les articles homonymes, voir Major (homonymie).
Richard Henry Major, né le 3 octobre 1818 à Shoreditch et mort le 25 juin 1891 à Kensington, est un géographe et bibliothécaire de plans et cartes géographiques britannique. 
Il a organisé la collection de cartes du British Museum de 1844 jusqu'à sa retraite en 1880.

## Biographie
Major est né à Shoreditch en 1818. Il est le fils de Richard Major, un chirurgien, et de sa femme Elizabeth. Son père meurt quand il a trois ans et il est élevé avec son frère aîné par son grand-père paternel. Il fait ses études à la Merchant Taylors' School et après avoir travaillé comme commis, rejoint le British Museum en 1844 sous le patronage de Henry Ellis.
En 1847, il épouse Sarah Elizabeth Thorn (c. 1814–1890), une artiste, qui illustre certaines des publications de son mari. En 1854, il est élu membre de la Society of Antiquaries et y est actif pendant les vingt années suivantes. Il devient également membre de la Royal Geographical Society en 1845, dont il est secrétaire honoraire de 1866 à 1881 et vice-président entre 1881 et 1884. De 1849 à 1858, il est secrétaire de la Hakluyt Society. 
Il a été nommé conservateur du département nouvellement créé des cartes et des graphiques du British Museum en 1867. Une maladie respiratoire le force à se retirer du musée en 1880 et à s'impliquer activement dans des sociétés professionnelles peu de temps après. Il meurt le 25 juin 1891 à son domicile, 51 Holland Road à Kensington et est enterré du côté ouest du cimetière de Highgate. La pierre tombale sur sa tombe (no 4953) n'est plus lisible.
Major a publié un certain nombre de livres liés à des cartes ou à des documents d'importance historique. Il est aussi connu pour ses études sur les frères Zeno dont il établit, contre beaucoup qui le considèrent comme fictif, l'exactitude du voyage au Groenland. Pour lui, s'il est indéniable qu'une main à fausser le récit, certains faits troublant établissent la véracité du périple.

## Publications
- Baron Sigismund von Herberstein, Notes upon Russia: Being a Translation of the earliest Account of that Country, entitled Rerum Muscoviticarum commentarii, London, The Hakluyt Society, 1851 (ISBN 9785876302113, lire en ligne)
- Early voyages to Terra Australia, now called Australia, London, The Hakluyt Society, 1859 (lire en ligne)
- Richard Henry Major, The Discovery of Australia by the Portuguese in 1601, Five Years Before the Earliest Discovery Hitherto Recorded; with Arguments in Favour of a Previous Discovery by the Same Nation, Early in the Sixteenth Century, London, J.B. Nichols and Sons, 1861 (lire en ligne)
- Richard Henry Major, Memoir on a mappemonde by Leonardo da Vinci, being the earliest map hitherto known containing the name of America, now in the Royal Collection at Windsor., London, J.B. Nicholls and Sons, 1865 (lire en ligne [PDF])
- Richard Henry Major, The life of Prince Henry of Portugal surnamed the navigator and its results: Comprising the discovery, within one century, of half the world. With new facts in the discovery of the Atlantic Islands. A refutation of French claims to priority in discovery. Portuguese Knowledge (subsequently lost) of the Nile lakes; and the history of the naming of America, London, A. Asher & Co, 1868 (lire en ligne)
- Niccolò Zeno, The voyages of the Venetian brothers, Nicolò & Antonio Zeno, to the northern seas in the XIVth century : comprising the latest known accounts of the lost colony of Greenland and of the Northmen in America before Columbus, London, The Hakluyt Society, 1873 (lire en ligne)
- Richard Henry Major, India in the fifteenth century : being a collection of narratives of voyages to India, in the century preceding the Portuguese discovery of the Cape of Good Hope; from Latin, Persian, Russian, and Italian sources, now first translated into English, London, The Hakluyt Society, 1857 (lire en ligne)